# Gerald FitzGerald, VIII conte di Kildare
Gerald FitzGerald, VIII conte di Kildare (... – Kildare, 3 settembre 1513 circa), ai tempi era conosciuto con diversi nomi quali Garrett il grande (Garrett è un nome che deriva da Gerald) o il Grande conte e fu uno dei grandi Pari d'Irlanda. Servì come Lord Deputy d'Irlanda dal 1477 al 1494 e di nuovo dal 1496 in avanti.

## La famiglia
Gerald FitzGerald nacque in data imprecisata da Thomas FitzGerald VII conte di Kildare (1421 circa-25 marzo 1478) e da Jane FitzGerald, la Dinastia dei FitzGerald era di origine cambro-normanna e nel tempo divenne la famiglia di punta fra i pari dell'Old English. Essi discendevano infatti da Gerald de Windsor (1075 circa-1135) e da Nest verch Rhys, figlia del nobile gallese Rhys ap Tewdwr.
Gerald si sposò in prime nozze con Alison FitzEustace con la quale ebbe cinque figli:
- Gerald FitzGerald, IX conte di Kildare
- Eleanor FitzGerald
- Alice FitzGerald, che sposò Conn O'Neill
- Margaret FitzGerald che sposò Piers Butler, VIII conte di Ormond
- Ellis FitzGerald

In seconde nozze Gerald si sposò con Elizabeth St.John, figlia di un cugino di Enrico VII d'Inghilterra dalla quale ebbe altri cinque figli:
- James FitzGerald
- Isabel FitzGerald
- Oliver FitzGerald
- Richard FitzGerald di Fassaroe
- John FitzGerald
- Walter FitzGerald

Tutti questi figli presero parte alla ribellione del nipote Silken Thomas contro Enrico VIII d'Inghilterra e vennero giustiziati per tradimento il 3 febbraio 1537.

## La vita
Gerald divenne Lord Deputy d'Irlanda una prima volta nel 1477, ma dopo un solo anno Edoardo IV d'Inghilterra, preoccupato dal suo crescente potere e influenza, lo sostituì con Thomas Grey IV barone Grey di Codnor (1435-1496), tuttavia i signori del Pale protestarono in modo talmente aspro che nel 1478 Edoardo si vide costretto a ridare il posto a Gerald, in quello stesso anno Gerald ereditò il titolo di Conte di Kildare.
Gerald tentò di conservare il proprio incarico anche dopo la caduta della Casa di York a seguito della sconfitta di Riccardo III d'Inghilterra e l'ascesa al trono di Enrico VII d'Inghilterra. Tuttavia Gerald disobbedì vistosamente più volte a Enrico VII tanto che arrivò a supportare il pretendente al trono e alla Signoria d'Irlanda Lambert Simnel, una situazione spinosa perché egli aveva bisogno di Gerald per governare l'Irlanda, ma d'altro canto ormai era faticoso tenerlo sotto controllo. Le pretese di Simnel finirono rovinosamente alla Battaglia di Stoke Field dove molti caddero compreso uno dei fratelli di Gerald Thomas FitzGerald di Laccagh (1458 circa-giugno 1487). Enrico, ormai sentendosi al sicuro sul trono, si permise di essere misericordioso e perdonò sia Simnel che Gerald, questi fu per altro abbastanza saggio da non appoggiare l'altro pretendente alla corona inglese, Perkin Warbeck, che venne giustiziato nel 1499.
Gerald esercitò il proprio incarico in un periodo, fino al 1494, in cui l'Irlanda godette di una discreta indipendenza, periodo che finì bruscamente quando i suoi nemici riuscirono ad accusarlo di tradimento e lo spedirono a Londra. Poco dopo il suo ingresso alla Torre di Londra sua moglie Alison morì; egli venne processato nel 1496, ma riuscì in un qualche modo a convincere Enrico della propria innocenza, tanto che lo riconfermò nel proprio incarico in quello stesso anno e gli permise di sposare una sua lontana cugina. 
Il governo di Gerald fu fatto con il pugno di ferro, nel 1500 soppresse una rivolta a Cork impiccando il sindaco della città, quando nel 1504 dei ribelli si sollevarono nel Connacht egli mise insieme un esercito sconfiggendoli alla battaglia di Knockdoe del 19 agosto.
Gerald morì attorno al 3 settembre 1513 quando venne ferito gravemente nei pressi di Kilkea, i suoi uomini riuscirono a portarlo a Kildare ove spirò.